# Caroline Peters

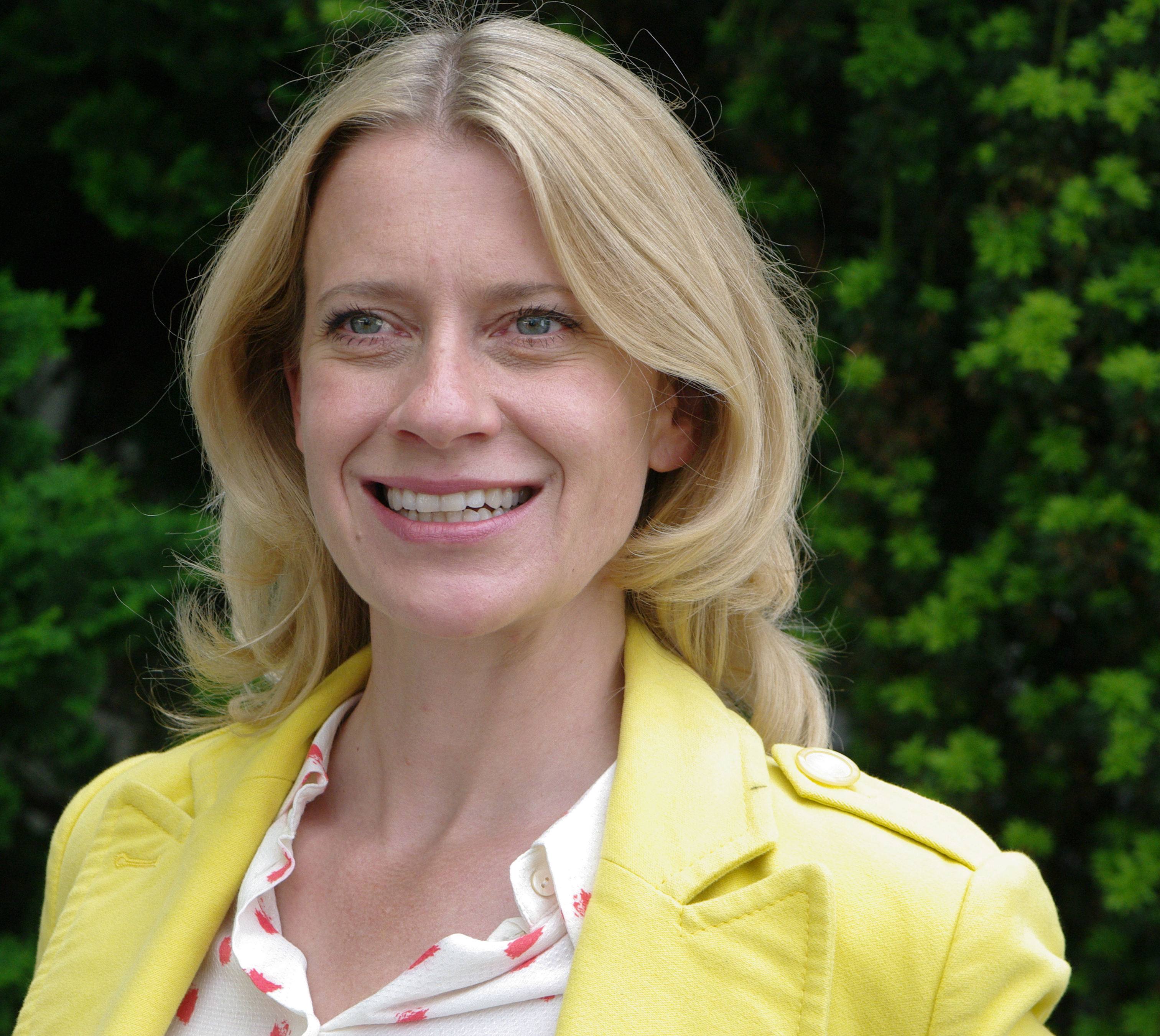
Caroline Peters am Set von Mord mit Aussicht, 2014

Caroline Therese Aksinia Peters (* 7. September 1971 in Mainz) ist eine deutsche Schauspielerin, die seit 2024 erneut dem Ensemble des Wiener Burgtheaters angehört. Ihre populärste Rolle hatte sie in der satirischen Krimiserie Mord mit Aussicht, in der sie zwischen 2008 und 2014 insgesamt 39-mal die aus der Großstadt in ein Eifeldorf versetzte Polizeikommissarin spielte. Im Kino war sie u. a. in Der Vorname von Sönke Wortmann und in der österreichischen Filmkomödie Womit haben wir das verdient? zu sehen.
Caroline Peters ist u. a. Grimme-Preisträgerin, gewann den Bayerischen Fernsehpreis und wurde zweimal in der Kritikerumfrage der Zeitschrift Theater heute zur Schauspielerin des Jahres gewählt. Seit 2018 ist sie Mitglied der Deutschen Filmakademie. Außerdem ist Caroline Peters in mehreren Hörspielformaten zu hören. Als Schriftstellerin trat sie 2024 mit ihrem Romandebüt Ein anderes Leben in Erscheinung.

## Leben

### Herkunft und Ausbildung
Caroline Peters ist die Tochter des Psychiaters Uwe Henrik Peters und der Literaturwissenschaftlerin Johanne Peters, geb. Schuchardt (1934–2003). Sie wuchs zunächst in Mainz und seit ihrem achten Lebensjahr in Köln auf. Ihre Schauspielausbildung absolvierte sie an der Hochschule für Musik und Theater des Saarlandes in Saarbrücken.

### Theater

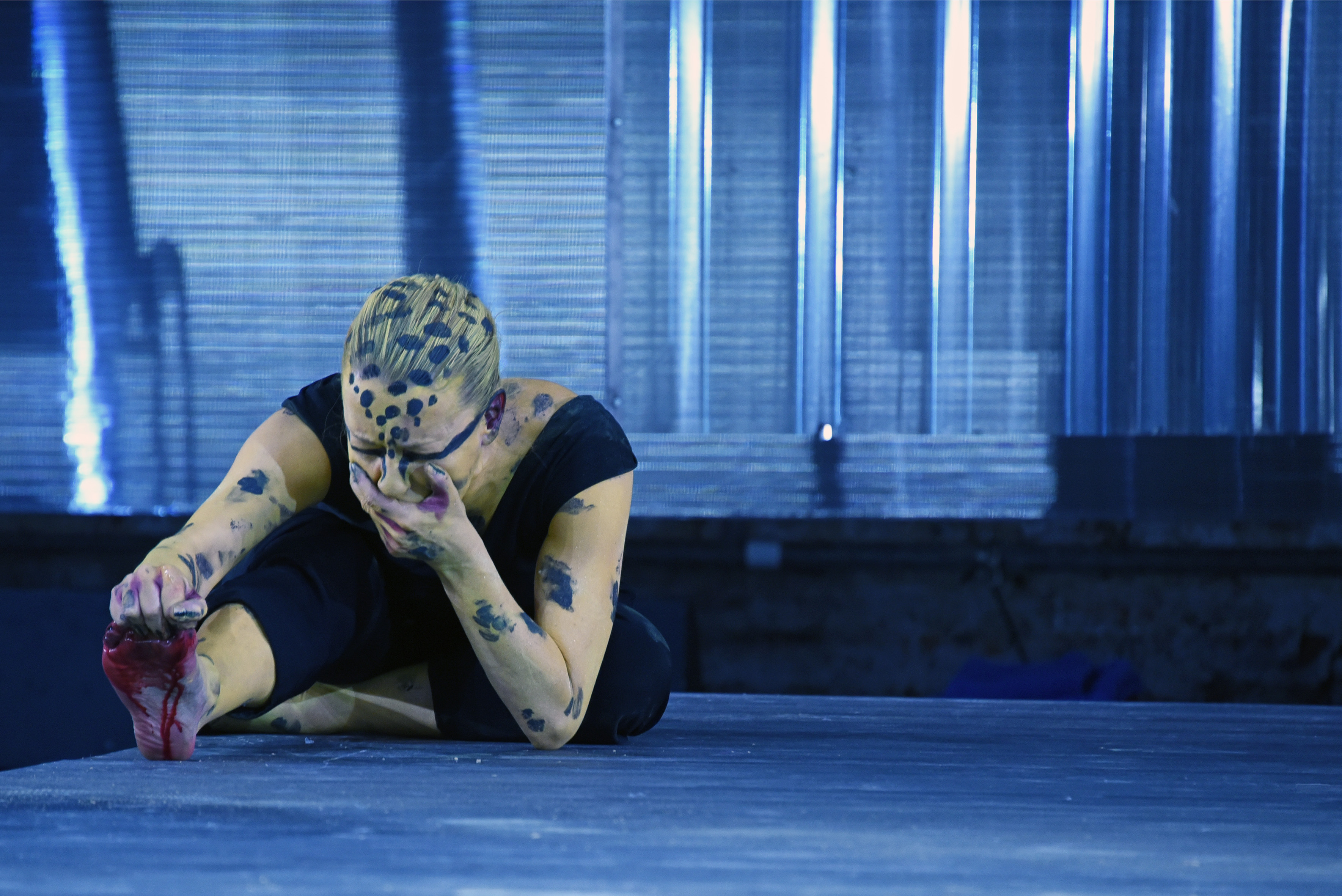
Caroline Peters in Das Reich der Tiere, Akademietheater Wien 2015

Ihr erstes Engagement führte Peters 1995 an die Berliner Schaubühne am Lehniner Platz. Ab 1999 war sie am Deutschen Schauspielhaus in Hamburg, an der Volksbühne Berlin und am Schauspielhaus Zürich engagiert. Sie ist Ensemblemitglied am Wiener Burgtheater, wo sie 2006 für ihre Darstellung der Rosalie in Höllenangst auch für den Nestroy-Theaterpreis in der Sparte „Beste Nebenrolle“ nominiert wurde.
In der Spielzeit 2010/2011 wirkte Peters in Wien u. a. gemeinsam mit Christiane von Poelnitz und Tilo Nest an der österreichischen Erstaufführung von Roland Schimmelpfennigs Peggy Pickit sieht das Gesicht Gottes mit, in derselben Saison war sie auch am Schauspiel Köln in der Uraufführung von Elfriede Jelineks Das Werk/Im Bus/Ein Sturz zu sehen.
In der Spielzeit 2011/2012 stand Peters in Wien u. a. gemeinsam mit Katharina Lorenz und Michael Maertens in der Erstaufführung von Elfriede Jelineks deutschsprachiger Fassung von Oscar Wildes An Ideal Husband, Der ideale Mann, auf der Bühne des Akademietheaters, ebenso in der Spielzeit 2013/2014.
In der Spielzeit 2012/2013 trat Peters in Wien am Burgtheater in Professor Bernhardi von Arthur Schnitzler sowie im Akademietheater in Onkel Wanja von Tschechow auf.
In der Spielzeit 2013/2014 war sie neben ihren Vorstellungen in Der ideale Mann noch im Akademietheater in Onkel Wanja und in der Uraufführung von Das Geisterhaus nach Isabel Allendes gleichnamigem Roman zu sehen.
In der Spielzeit 2014/2015 trat Peters als Ella Rentheim in John Gabriel Borkman nach Henrik Ibsen in einer Bearbeitung von Simon Stone sowie als Isabel, Schauspielerin / Ginsterkatze / Pfeffermühle in Das Reich der Tiere von Roland Schimmelpfennig auf und war in der (männlichen) Rolle des Dr. Cyprian als Professorin für Nervenkrankheiten in der Wiederaufnahme von Schnitzlers Professor Bernhardi zu sehen.
2020 übernahm Peters im „Jahrhundert-Jedermann“ bei den Salzburger Festspielen die Rolle der Buhlschaft. Seit 2021 ist sie erneut Ensemblemitglied an der Schaubühne am Lehniner Platz in Berlin.

### Film, Fernsehen und Hörspiel

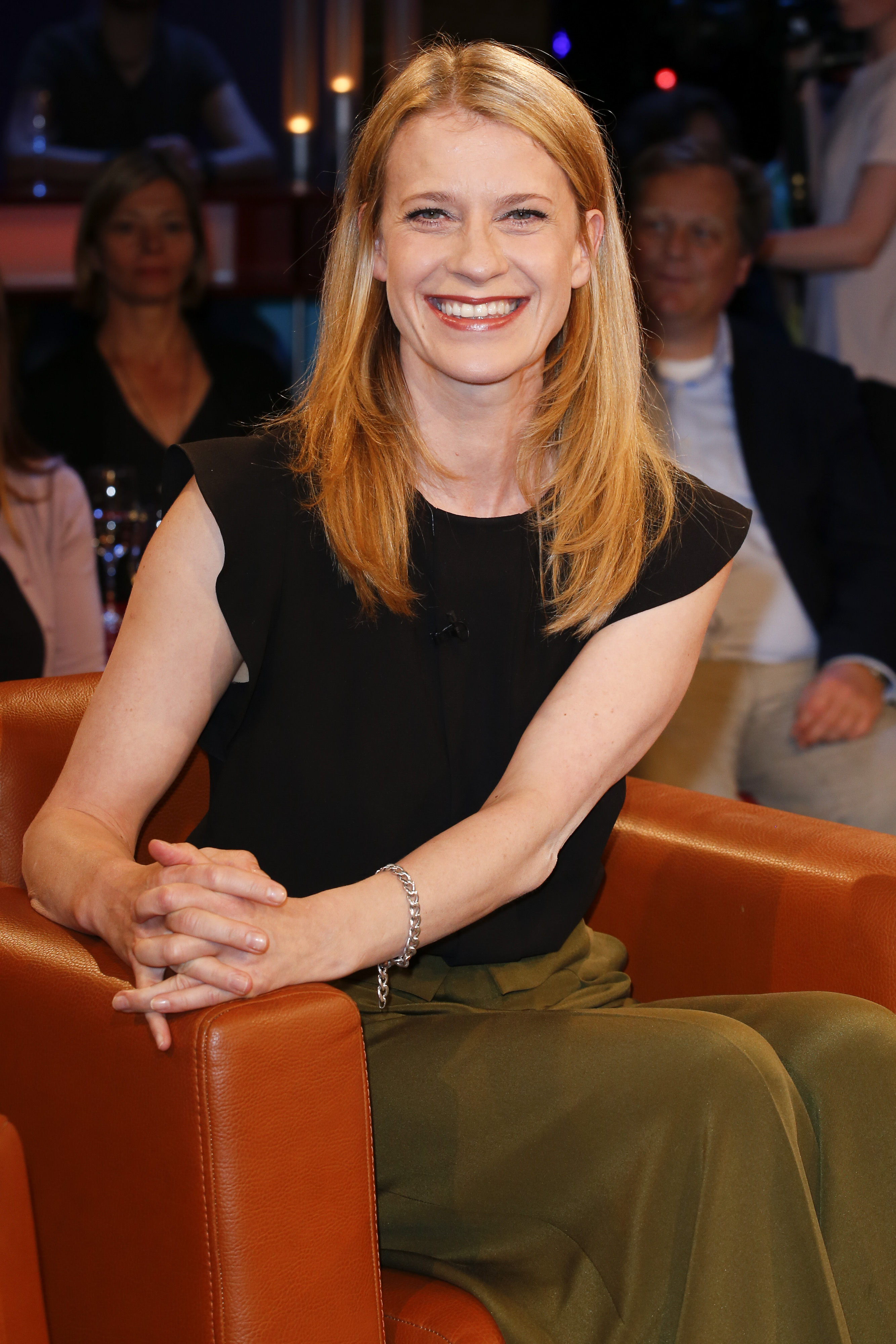
Caroline Peters, 2016

Ihr Fernsehdebüt gab Peters 1998 in Bernd Schadewalds Der Pirat. 2004 stand sie als Pia Himmelmann für den israelischen Film Walk on Water vor der Kamera. Im März 2007 wurde Peters für ihre darstellerische Leistung in Arnies Welt zusammen mit den Schauspielkollegen Jörg Schüttauf und Matthias Brandt sowie Isabel Kleefeld (Buch/Regie) mit dem Adolf-Grimme-Preis ausgezeichnet. Nach Schluss mit lustig, Arnies Welt und Schlaflos markierte Im Netz an der Seite von Wolfram Koch ihre vierte Zusammenarbeit mit Regisseurin Isabel Kleefeld. Von 2008 bis 2014 spielte Peters als Kriminaloberkommissarin Sophie Haas die Hauptrolle in der Eifel-Krimiserie Mord mit Aussicht.
Caroline Peters betätigt sich auch als Hörspielsprecherin. So war sie etwa in Der Fleischgott von Daniel Goetsch, einer Produktion des WDR aus dem Jahr 2007, und in Die Restlichen von Sabine Schönfeldt, einer Produktion des ORF von 2010, zu hören. 2013 sprach sie die Rolle der Mutter in Stille Nacht (Ruhe 3) von Paul Plamper, einer teilweise improvisierten Hörspielproduktion des WDR, und 2022 in einer Folge der Reihe Die drei Fragezeichen.
Von März bis Mai 2020 las Peters über ihren dafür erstellten Instagram-Account aus Kinderbüchern für Kinder, die in der Corona-Pandemie zuhause bleiben mussten, live vor.

### Privates
Caroline Peters hat eine Schwester und drei Halbbrüder. Sie lebt in Wien und verbringt viel Zeit in Köln, wo sie häufig dreht, sowie in Berlin, wo ihre Geschwister leben. Seit 2018 betreibt Peters zusammen mit ihrem Lebensgefährten ein Postkartengeschäft in Wien.

### Politisches Engagement
Bei den Bundestagswahlen 2021 setzte Peters sich via Instagram für die Partei Die Grünen ein. Sie unterstützte auch öffentlich die spätere Außenministerin Annalena Baerbock.
Im Jahr 2022 setzte Peters sich für Frieden in der Ukraine ein. Sie rief über Instagram zum Spenden für Bedürftige aus der Ukraine auf. Am 13. März 2022 moderierte Peters eine Benefizmatinee im Wiener Burgtheater, an dem auch der österreichische Bundespräsident teilnahm. Der Erlös des Abends ging an Opfer des Ukraine-Kriegs.

### Sonstiges
Die Rockband TempEau widmete ihr auf dem Album Kein Weg zurück das Lied Caroline Peters. Die Schauspielerin ist im Hintergrund mit einem Monolog aus World Wide Web Slums 8/9/10 von René Pollesch zu hören.
2024 wurde Peters Mitglied der European Film Academy.
Im Jahr 2025 beteiligte sich Caroline Peters als ehrenamtliche Sprecherin am digitalen Erinnerungsprojekt zu Curt Bloch und las eines von 492 Gedichten, die der Jude Bloch in seinem Versteck vor den Nationalsozialisten in der niederländischen Stadt Enschede schrieb.

## Filmografie

### Kino
- 2003: Über Nacht
- 2001: Feudelfeuer
- 2004: Walk on Water
- 2004: Schöne Frauen
- 2006: Prinzessin
- 2008: Torpedo
- 2016: Junges Licht
- 2018: Der Vorname
- 2018: Womit haben wir das verdient?
- 2018: Mute
- 2022: Der Nachname
- 2023: Die Unschärferelation der Liebe
- 2023: Wie kommen wir da wieder raus?
- 2024: What a Feeling
- 2024: Der Spitzname

### Fernsehen
- 1998: Der Pirat (Fernsehfilm)
- 1999: Im Namen des Gesetzes (Fernsehserie, Folge Preis der Wahrheit)
- 2001: Schluss mit lustig! (Fernsehfilm)
- 2003: Tatort: Dreimal schwarzer Kater (Fernsehreihe)
- 2004: Die Ärztin (Fernsehfilm)
- 2005: Arnies Welt (Fernsehfilm)
- 2005: Polizeiruf 110: Vergewaltigt (Fernsehreihe)
- 2005: Stromberg (Fernsehserie, Folge Der Kurs)
- 2005: Wilsberg: Todesengel (Fernsehreihe)
- 2006: November Sonne (Fernsehfilm)
- 2007: Contergan (Fernsehfilm)
- 2007: Der Dicke (Fernsehserie, Folge Große Pläne)
- 2007: Höllenangst (Fernsehfilm)
- 2008–2014: Mord mit Aussicht (Fernsehserie, 39 Folgen)
- 2009: Ein Schnitzel für drei (Fernsehreihe)
- 2009: Schlaflos (Fernsehfilm)
- 2009: UmDeinLeben (Fernsehfilm)
- 2010: Luises Versprechen (Fernsehfilm)
- 2013: Im Netz (Fernsehfilm)
- 2013: Kalte Probe (Fernsehfilm)
- 2014: Die Abmachung (Fernsehfilm)
- 2015: Ein Mord mit Aussicht (Fernsehfilm)
- 2015: Süßer September (Fernsehfilm)
- 2016: Seitensprung mit Freunden (Fernsehfilm)
- 2017: Kalt ist die Angst (Fernsehfilm)
- 2017: Zweibettzimmer (Fernsehfilm)
- 2019: Südpol (Fernsehfilm)
- 2021: Dreiraumwohnung (Fernsehfilm)
- 2022: Kolleginnen (Fernsehreihe)
  - 2022: Das böse Kind
  - 2022: Für immer
  - 2023: Abgetaucht
- 2024: Die Neue und der Bulle – Ein Duisburg-Krimi (Fernsehreihe)
- 2024: Zwei gegen die Bank (Fernsehfilm)
- 2024: Viktor bringt’s (Fernsehserie, Folge Bohrer und Sauger)
- 2025: Parallel Me (Fernsehserie, 8 Folgen)

## Theatrografie
- 1994: Pam in Gerettet von Edward Bond, Alte Feuerwache Saarbrücken (Regie: Detlef Jacobsen)
- 1995: Nora in Reiter zum Meer von John Millington Synge, Schaubühne Berlin (Regie: Peter Wittenberg)
- 1996: Blinde Frau in Stadt der Krieger von Tim Staffel, Schaubühne Berlin (Regie: Christoph Roos und Katka Schroth)
- 1997: Pepa in Schlaflos – Goya-Projekt von Michael Simon, Schaubühne Berlin (Regie: der Autor)
- 1998: Frau in Kleine Zweifel von Theresia Walser, Schaubühne Berlin (Regie: Bettina Scheuritzel und Caroline Peters)
- 1998: Agnes in Die Familie Schroffenstein von Heinrich von Kleist, Schaubühne Berlin (Regie: Andrea Breth)
- 1999: Deutsch Für Ausländer von Soeren Voima, Ensemble Arbeit am TAT Frankfurt am Main (Regie: Robert Schuster und Tom Kühnel)
- 1999: Es ist nicht wie Du denkst von Bettina Scheuritzel, Caroline Peters und Jochen Roller als Peters am Podewil Berlin, Festival Hope & Glory, Festival Reich und Berühmt! sowie Theaterhaus Gessnerallee in Zürich (Regie: Bettina Scheuritzel, Caroline Peters und Jochen Roller)
- 1999: Tochter in Samstag, Sonntag, Montag von Eduardo de Filippo, Schaubühne Berlin (Regie: Felix Prader)
- 1999: Bibi Andersson in Szenen einer Ehe von Ingmar Bergman, Schaubühne Berlin (Regie: Dieter Giesing)
- 2000–2001: Soldatin in Das Kontingent von Soeren Voima, Schaubühne Berlin und TAT Frankfurt (Regie: Robert Schuster und Tom Kühnel)
- 2000: Sanguiniker in Die Weltbühne von Albert Ostermeier und Roland Schimmelpfennig, Schaubühne Berlin und TAT Frankfurt (Regie: Robert Schuster und Tom Kühnel)
- 2000: Frau in Gier von Sarah Kane, Schauspielhaus Hamburg (Regie: Ute Rauwald)
- 2000: Ostern Weihnachten in World Wide Web-Slums 1 – 7 von René Pollesch, Schauspielhaus Hamburg (Regie: der Autor)
- 2001: Fatima Mansur in Arabische Nacht von Roland Schimmelpfennig, Schauspielhaus Hamburg (Regie: Ute Rauwald)
- 2001: Marie in Clavigo von Johann Wolfgang von Goethe, Schauspielhaus Hamburg (Regie: Jan Bosse)
- 2001–2002: Elisabeth in Maria Stuart von Friedrich Schiller, Schauspielhaus Hamburg (Regie: Ute Rauwald)
- 2001: Carol in Sex nach Mae West von René Pollesch, Prater der Volksbühne (Regie: der Autor)
- 2002–2003: Carol in Der Kandidat 1989 von René Pollesch, Schauspielhaus Hamburg (Regie: der Autor)
- 2002–2003: Titelrolle in Die Gedankensenderin von Till Müller-Klug, Cinema Hamburg und Podewil Berlin (Regie: der Autor)
- 2002: Frau Elvsted in Hedda Gabler von Henrik Ibsen, Schauspielhaus Hamburg (Regie: Sandra Strunz)
- 2002: Ostern Weihnachten in World Wide Web-Slums 7/8/9 von René Pollesch, Schauspielhaus Hamburg (Regie: der Autor)
- 2003: Soldatin in Für eine bessere Welt von Roland Schimmelpfennig, Schauspielhaus Zürich (Regie: Falk Richter)
- 2003–2005: Carol in Splatterboulevard von René Pollesch, Schauspielhaus Hamburg (Regie: der Autor)
- 2004–2005: Helene Krause in Vor Sonnenaufgang von Gerhart Hauptmann, Burgtheater Wien (Regie: Nicolas Stemann)
- 2004–2007: Fritz Eckhardt in Hallo Hotel....! von René Pollesch, Burgtheater Wien (Regie: der Autor)
- 2004–2006: Titelrolle in Salomé von Oscar Wilde, Akademietheater Wien (Regie: Dimiter Gotscheff)
- 2004–2006: Pablo in Telefavela von René Pollesch, Volksbühne Berlin (Regie: der Autor)
- 2005–2009: Carol in Cappuccetto Rosso von René Pollesch, Salzburger Festspiele und Volksbühne Berlin (Regie: der Autor)
- 2005: Carol in Der okkulte Charme der Bourgeoisie von René Pollesch, Schauspielhaus Hamburg (Regie: der Autor)
- 2006–2008: Carol in Das purpurne Muttermal von René Pollesch, Akademietheater Wien (Regie: der Autor)
- 2006–2010: Rosalie in Höllenangst von Johann Nestroy, Burgtheater Wien und Salzburger Festspiele (Regie: Martin Kušej)
- 2006–2008: Carol in Láffair Martin.... von René Pollesch, Volksbühne Berlin (Regie: der Autor)
- 2006: Eleonore von Este in Torquato Tasso von Johann Wolfgang von Goethe, Burgtheater Wien (Regie: Stephan Kimmig)
- 2007–2009: Regan in König Lear von William Shakespeare, Burgtheater Wien (Regie: Luc Bondy)
- 2008–2012: Claire in Die Zofen von Jean Genet, Festwochen Wien und Volksbühne Berlin (Regie: Luc Bondy)
- 2009–2010: Eleonore von England in Die Jüdin von Toledo von Franz Grillparzer, Burgtheater Wien (Regie: Stephan Kimmig)
- 2009: Homunkulus, Mephisto und Schöne Helena in Faust II. von Goethe, Burgtheater Wien (Regie: Matthias Hartmann)
- 2009–2012: Carol in Peggy Pickit sieht das Gesicht Gottes von Roland Schimmelpfennig, Akademietheater Wien (Regie: der Autor)
- 2010–2013: Heidi in Das Werk/Der Bus/Der Sturz von Elfriede Jelinek, Schauspielhaus Köln (Regie: Karin Beier)
- 2010–2012: Emilia in Othello von Shakespeare, Akademietheater Wien (Regie: Jan Bosse)
- 2010: Olivia in Was ihr wollt von Shakespeare, Schauspielhaus Zürich (Regie: Barbara Frey)
- 2011–2016: Mrs. Cheveley in Der ideale Mann von Elfriede Jelinek nach Oscar Wilde, Akademietheater Wien, ab 2012 Burgtheater Wien (Regie: Barbara Frey)
- 2011–2016: Professor Cyprian in Professor Bernhardi von Arthur Schnitzler, Burgtheater Wien (Regie: Dieter Giesing)
- 2012: Jelena Andrejewna in Onkel Wanja von Anton Pawlowitsch Tschechow, Akademietheater Wien (Regie: Matthias Hartmann)
- 2014: Clara Trueba in Das Geisterhaus von Isabel Allende, Akademietheater Wien (Regie: Antú Romero Nunes)
- 2015: Isabel, Ginsterkatze und Pfeffermühle in Das Reich der Tiere von Roland Schimmelpfennig, Akademietheater Wien (Regie: der Autor)
- 2015: Ella Rentheim in einer aktualisierten Version von John Gabriel Borkman von Henrik Ibsen, Akademietheater Wien (Regie: Simon Stone)
- 2016: Andrea in Bella Figura von Yasmina Reza, Akademietheater Wien (Österreichische Erstaufführung am 3. April 2016; Regie: Dieter Giesing)
- 2016: Georgie Burns in Heisenberg, Düsseldorfer Schauspielhaus (Deutsche Erstaufführung am 21. Oktober 2016; Regie: Lore Stefanek)
- 2017: Klytaimnestra in Die Orestie von Aischylos, Burgtheater Wien (Regie: Antú Romero Nunes)
- 2019: Medea in Medea in der Fassung von Simon Stone, Burgtheater Wien
- 2020: Buhlschaft im Theaterstück Jedermann von Hugo von Hofmannsthal bei den Salzburger Festspielen
- 2021: Sie in Yerma nach Federico Garcia Lorca, Schaubühne Berlin (Regie: Simon Stone)
- 2021: Christina in Ödipus von Maja Zade, Schaubühne Berlin (Regie: Thomas Ostermeier)

## Hörbücher und Hörspiele
- 2014: Bettina Haskamp: Azorenhoch, Random House Audio, ISBN 978-3-8371-2590-0. (Hörbuch)
- 2014: Gisa Klönne: Der Wald ist Schweigen, BRIGITTE Hörbuch-Edition, ISBN 978-3-8371-2726-3. (Hörbuch)
- 2022: Die drei ??? und der Geisterbunker (Folge 214; Hörspiel, als Lisa Merryweather)

## Publikationen
- 2024: Ein anderes Leben, Rowohlt, Berlin 2024, ISBN 978-3-7371-0165-3[23]

## Auszeichnungen
- 2006: Nominierung für den Nestroy-Theaterpreis in der Kategorie „Beste Nebenrolle“ für die Rolle der Rosalie in Höllenangst (Salzburger Festspiele/Burgtheater)
- 2007: Adolf-Grimme-Preis für Arnies Welt
- 2011: Nominierung für den Bayerischen Fernsehpreis als beste Schauspielerin in der Kategorie „Serien und Reihen“ für ihre Rolle in Mord mit Aussicht
- 2011: Nominierung für den Nestroy-Theaterpreis in der Kategorie „Beste Schauspielerin“ für die Rolle des Professor Cyprian in Professor Bernhardi (Burgtheater Wien)
- 2012: Ulrich-Wildgruber-Preis für darstellerische Leistung[24]
- 2012: Nominierung für den Bambi in der Kategorie „Schauspielerin national“ für ihre Rolle in Mord mit Aussicht
- 2013: Bayerischer Fernsehpreis als beste Schauspielerin in der Kategorie „Serien und Reihen“ für ihre Rolle in Mord mit Aussicht – Die Venus von Hengasch[25]
- 2015: Nominierung für den Nestroy-Theaterpreis in der Kategorie „Beste Schauspielerin“ für die Rolle der Ella Rentheim in John Gabriel Borkman (Akademietheater)
- 2015: GRAZIA Best Inspiration Award (TV)
- 2016: Schauspielerin des Jahres für ihre Rolle in John Gabriel Borkman[26]
- 2016: Deutscher Schauspielerpreis 2016 in der Kategorie „Beste Schauspielerin in einer komödiantischen Rolle“ für Süßer September
- 2016: Nominierung für den Nestroy-Theaterpreis in der Kategorie „Beste Schauspielerin“ für die Rolle der Andrea in Bella Figura (Akademietheater)
- 2018: Schauspielerin des Jahres der Zeitschrift Theater heute
- 2018: Nestroy-Theaterpreis – Beste Schauspielerin für ihre Darstellung in Hotel Strindberg am Wiener Akademietheater
- 2019: Österreicherin des Jahres in der Kategorie Kulturerbe[27]
- 2020: Nestroy-Theaterpreis – Beste Schauspielerin für ihre Darstellung in Schwarzwasser am Wiener Akademietheater[28][29]